# Lónya-Tiszaszalka
Lónya-Tiszaszalka este o arie protejată (arie specială de conservare — SAC, sit de importanță comunitară — SCI) din Ungaria întinsă pe o suprafață de 4.135,02 ha, integral pe uscat.

## Localizare
Centrul sitului Lónya-Tiszaszalka este situat la coordonatele 48°16′24″N 22°19′38″E / 48.273333°N 22.327222°E.

## Înființare
Situl Lónya-Tiszaszalka a fost declarat sit de importanță comunitară în mai 2004 pentru a proteja 16 specii de animale. Situl a fost protejat și ca arie specială de conservare în februarie 2010.

## Biodiversitate
Situată în ecoregiunea panonică, aria protejată conține 7 habitate naturale: Lacuri și iazuri distrofice naturale, Păduri aluvionare cu Alnus glutinosa și Fraxinus excelsior (Alno-Padion, Alnion incanae, Salicion albae), Păduri panonice cu Quercus petraea și Carpinus betulus, Lacuri eutrofice naturale cu vegetație de tip Magnopotamion sau Hydrocharition, Pajiști aluvionare inundabile, de Cnidion dubii, Păduri mixte riverane de Quercus robur, Ulmus laevis și Ulmus minor, Fraxinus excelsior sau Fraxinus angustifolia, de-a lungul marilor râuri (Ulmenion minoris), Stepe și mlaștini sărate panonice.
La baza desemnării sitului se află mai multe specii protejate:
- amfibieni (2): buhai de baltă cu burta roșie (Bombina bombina), triton cu creastă dobrogean (Triturus dobrogicus)
- mamifere (1): vidră de râu (Lutra lutra)
- nevertebrate (9): croitorul mare al stejarului (Cerambyx cerdo), fluturele de noapte (Eriogaster catax), Hypodryas maturna, libelule (Leucorrhinia pectoralis), rădașcă (Lucanus cervus), fluturele purpuriu (Lycaena dispar), Odontopodisma rubripes, Vertigo angustior, Vertigo moulinsiana
- pești (3): țipar (Misgurnus fossilis), boarță (Rhodeus sericeus amarus), țigănuș (Umbra krameri)
- reptile (1): țestoasa de baltă (Emys orbicularis)

Pe lângă speciile protejate, pe teritoriul sitului au mai fost identificate 1 specie de plante, 1 specie de mamifere, 8 specii de nevertebrate, 2 specii de pești, 2 specii de reptile.